# Flavor Flav (album)
Flavor Flav – pierwszy solowy album amerykańskiego rapera Flavor Flav, członka zespołu hip-hopowego Public Enemy, wydany 31 października 2006 roku nakładem wytwórni Draytown Records. 

## Lista utworów
1. "Let It Show" – 4:47
2. "Flavor-Man" – 3:47
3. "Unga Bunga Bunga" – 3:58
4. "Two Wrongz" – 4:06
5. "I Ain't Scared" – 3:33
6. "Baby Baby Baby" – 4:30
7. "Wonder Why" – 3:43
8. "Interlude: Latasha Break" – 0:57
9. "No Loot" – 3:04
10. "The Jookz" – 3:30
11. "For the Rest of My Life" – 5:50
12. "Hot 1" – 3:38
13. "Platinum" – 3:23
14. "Guess Whooz Bak" – 3:09
15. "Get Up on the Dance Floor" – 3:40
16. "Bridge of Pain" – 3:09
17. "One and Only Original Flavor Flav" – 4:47
18. "Col-Leepin" – 4:29
19. "Bonus Track (Featuring Smooth B.)" – 4:30
20. "Hotter Than Ice" – 4:43